# Warren K. Lewis
Warren Kendall Lewis, född den 21 augusti 1882, död den 9 mars 1975, var en amerikansk kemist. Han är känd som den moderna kemiteknikens fader.
Lewis var professor vid Massachusetts Institute of Technology. Han var även medförfattare till tidig större lärobok i ämnet kemiteknik som i huvudsak introducerade konceptet med enhetsoperationer (Principles of Chemical Engineering, 1923).

## Utmärkelser
- Perkinmedaljen (1936)
- Priestleymedaljen (1947)
- National Medal of Science (1965)